# Túlio da Silva
Túlio da Silva (Formiga, 3 de julio de 1996), es un baloncestista brasileño y su actual equipo es el Grupo Alega Cantabria de la LEB Oro. Con 2,03 metros de estatura, juega en la posición de ala-pívot. 

## Trayectoria deportiva
Da Silva es un jugador formado en la Arlington Country Day School de Jacksonville en Florida, antes de ingresar en 2015 en la Universidad del Sur de Florida, situada en Tampa, Florida, donde jugaría durante dos temporadas la NCAA con los South Florida Bulls, desde 2016 a 2018. 
En 2018, ingresa en la Universidad Estatal de Misuri, situada en Springfield, Misuri, donde jugaría sus dos últimas temporadas universitarias la NCAA con los Missouri State Bears, desde 2018 a 2020.
Tras no ser drafteado en 2020, en la temporada 2020-21 firma por el Caxias Do Sul Basquetetriches de la Novo Basquete Brasil.
En la temporada 2021-22, firma por el Clube de Regatas do Flamengo de la Novo Basquete Brasil.
En la temporada 2022-23, firma por el São Paulo Futebol Clube de la Novo Basquete Brasil.
En la temporada 2023-24, firma por el Soproni KC de la Nemzeti Bajnokság I/A, con el que disputa una media de 28 minutos con un aporte de 11 puntos por partido y 6.2 en rebotes.
El 24 de febrero de 2024, firma por el Grupo Alega Cantabria de la Liga LEB Oro.